# Sancoale
Sancoale ist eine Stadt im indischen Bundesstaat Goa.
Die Stadt ist der Teil des Distrikt South Goa. Sancoale hat den Status eines Census Town. Die Stadt ist in 1 Ward gegliedert.

## Demografie
Die Einwohnerzahl der Stadt liegt laut der Volkszählung von 2011 bei 21.923. Ponda hat ein Geschlechterverhältnis von 881 Frauen pro 1000 Männer und damit einen für Indien üblichen Männerüberschuss. Die Alphabetisierungsrate lag bei 86,6 % im Jahr 2011. Knapp 75 % der Bevölkerung sind Hindus, ca. 13 % sind Muslime und ca. 11 % sind Christen und weniger als 1 % gehören einer anderen oder keiner Religion an. 12,3 % der Bevölkerung sind Kinder unter 6 Jahren.